# ドン・ヘンリー

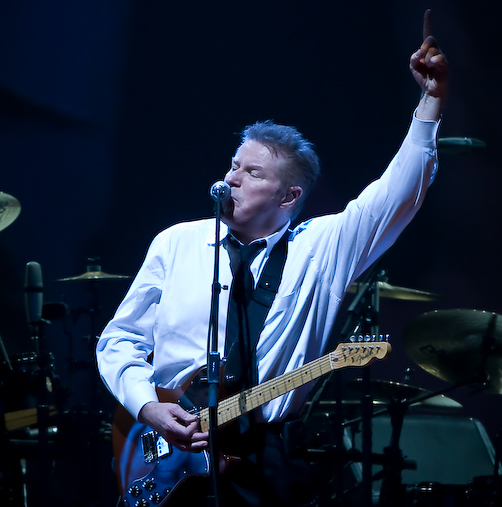
ドン・ヘンリー

ドン・ヘンリー（Don Henley、1947年7月22日 - ）は、アメリカ合衆国テキサス州出身のドラマー、歌手。カントリー・ロック・バンド、イーグルスのメンバーとして知られる。アメリカ民主党の支持者である。

## 来歴

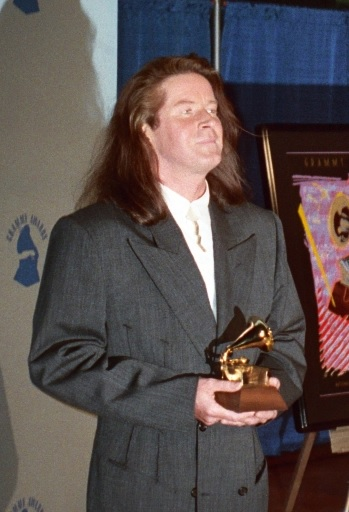
Henley receiving a Grammy in 1990

ドン・ヘンリーは、「ローリング・ストーンの選ぶ歴史上最も偉大な100人のシンガー」において第87位を記録している。「Q誌の選ぶ歴史上最も偉大な100人のシンガー」において第85位。
ヘンリーはテキサス州のギルマで生まれ、小さな町リンデンで育った。
リンダ・ロンシュタットのバック・バンドを経て、1971年にイーグルスを結成。グレン・フライとともにイーグルスのレコード・デビュー時から在籍するオリジナル・メンバーの一人。バンド内においては多くの曲のソングライター、ドラマー、そしてボーカリストとして活躍。「魔女のささやき」「ジェームス・ディーン」「呪われた夜」「ホテル・カリフォルニア」などをヒットさせた。キャリアを重ねるにつれ、ボーカリストとしての面が比重が高くなった。ランディ・マイズナーが、喉の体調不良でライブに出たくないと主張した時には、ドン・ヘンリーと口論の末、殴り合いとなってマイズナーはバンドを脱退している。
1980年、イーグルスの活動が停止。1981年10月、スティーヴィー・ニックスとの連名でシングル「レザー・アンド・レース」を発表。全米6位を記録。
1982年8月、ファースト・アルバム『アイ・キャント・スタンド・スティル』を発表した。1984年のシングル「The Boys of Summer」は、全米5位を記録し、グラミー賞のベスト・ロック・ボーカル（男性）部門を受賞。民主党支持者であり、新自由主義で右派のロナルド・レーガンには批判的だった。また彼は、環境問題にも取り組んできた。
1989年のアルバム『エンド・オブ・ジ・イノセンス』には、ブルース・ホーンズビー、TAKE 6、アクセル・ローズ、ウェイン・ショーター 等が参加。同作で再びグラミー賞ベスト・ロック・ボーカル部門を受賞した。ドン・フェルダーら後発のメンバーには、ツアーで安いギャラを提示したため、訴訟にもなっている。

## ディスコグラフィ

### スタジオ・アルバム
- 『アイ・キャント・スタンド・スティル』 - I Can't Stand Still (1982年)
- 『ビルディング・ザ・パーフェクト・ビースト』 - Building the Perfect Beast (1984年)
- 『エンド・オブ・ジ・イノセンス』 - The End of the Innocence (1989年)
- 『インサイド・ジョブ』 - Inside Job (2000年)
- 『カス・カウンティ』 - Cass County (2015年)

### コンピレーション・アルバム
- 『アクチュアル・マイルス ドン・ヘンリー・グレイテスト・ヒッツ』 - Actual Miles -Henley's Greatest Hits- (1995年)
- 『ザ・ベリー・ベスト・オブ・ドン・ヘンリー』 - The Very Best of Don Henley (2009年)

### 映像作品
- 『ライブ・インサイド・ジョブ』 - Live Inside Job (2000年)

### シングル
- 「レザー・アンド・レース」 - "Leather and Lace" (1981年) ※スティーヴィー・ニックス with Don Henley名義
- "Johnny Can't Read" (1982年)
- "Dirty Laundry" (1982年)
- "You Better Hang Up" (1982年)
- "I Can't Stand Still" (1983年)
- "The Boys of Summer" (1984年)
- 「オール・シー・ウォンツ・トゥ・ドゥ・イズ・ダンス」 - "All She Wants to Do Is Dance" (1985年)
- "Not Enough Love in the World" (1985年)
- "Sunset Grill" (1985年)
- "Drivin' With Your Eyes Closed" (1985年)
- "Who Owns This Place?" (1986年)
- "The End of the Innocence" (1989年) ※サックス：ウェイン・ショーター
- "The Last Worthless Evening" (1989年)
- "I Will Not Go Quietly" (1989年)
- "If Dirt Were Dollars" (1989年)
- "The Heart of the Matter" (1990年)
- "How Bad Do You Want It?" (1990年)
- "New York Minute" (1990年)
- "Sometimes Love Just Ain't Enough" (1992年) ※パティ・スマイス with Don Henley名義
- "Walkaway Joe" (1993年) ※トリーシャ・イヤウッド with Don Henley名義
- "Shakey Ground" (1994年) ※エルトン・ジョン with Don Henley名義
- "Through Your Hands" (1995年)
- "Everybody Knows" (1995年)
- "Garden of Allah" (1996年)
- "You Don't Know Me at All" (1996年)
- "Workin' It" (2000年)
- "Taking You Home" (2000年)
- "Everything Is Different Now" (2000年)
- "For My Wedding" (2000年)
- "Inside Out" (2001年) ※トリーシャ・イヤウッド with Don Henley名義
- "It's So Easy" (2002年) ※シェリル・クロウ with Don Henley名義
- "Calling Me" (2007年) ※ケニー・ロジャース with Don Henley名義

## 関連事項
- イーグルス